# Paričjak
Paričjak je naselje v Občini Radenci.